# 5761 Андреіванов
5761 Андреіванов (5761 Andreivanov) — астероїд головного поясу, відкритий 2 березня 1981 року.
Тіссеранів параметр щодо Юпітера — 3,239.